# Biomarcador (medicina)
Em medicina, um biomarcador é um indicador mensurável da severidade ou da presença de algum estado de doença. Mais genericamente, um biomarcador é qualquer coisa que possa ser usada como um indicador de um estado de doença particular ou algum outro estado fisiológico de um organismo.
Os biomarcadores são frequentemente medidos e avaliados usando sangue, urina ou tecidos moles para examinar processos biológicos normais, processos patogênicos ou respostas farmacológicas a uma intervenção terapêutica. Biomarcadores são usados em muitos campos científicos.
Um biomarcador pode ser uma substância que é introduzida num organismo como um meio de analisar a função de um órgão ou outros aspectos de saúde. Por exemplo, cloreto de rubídio é usado na marcação isotópica para avaliar a perfusão do músculo cardíaco. Também pode ser uma substância cuja detecção indica um estado de doença particular, por exemplo, a presença de um anticorpo pode indicar uma infecção. Mais especificamente, um biomarcador indica uma alteração na expressão ou do estado de uma proteína que se correlaciona com o risco ou a progressão de uma doença, ou com a susceptibilidade da doença para um dado tratamento. Os biomarcadores podem ser moléculas ou propriedades que podem ser detectadas e medidas em partes do corpo, como o sangue ou tecidos biológicos característicos. Eles podem indicar processos normais ou de doenças no corpo. Os biomarcadores podem ser células específicas, moléculas, ou genes, produtos de genes, enzimas, ou hormônios. Funções de órgão complexas ou alterações características gerais em estruturas biológicas também podem servir como biomarcadores. Embora o termo biomarcador seja relativamente novo, biomarcadores têm sido utilizados em investigação pré-clínica e clínica para o diagnóstico há considerável tempo. Por exemplo, a temperatura do corpo é um biomarcador bem conhecida para febre. A pressão arterial é utilizada para determinar o risco de acidente vascular cerebral. É também amplamente conhecido que os valores de colesterol são um biomarcador indicador de risco para a doença coronária e vascular, e que a proteína c-reativa (CRP) é um marcador de inflamação.

## Medicamento
Os biomarcadores usados na área médica fazem parte de um conjunto de ferramentas clínicas relativamente novo, categorizado por suas aplicações clínicas. As quatro classes principais são biomarcadores moleculares, fisiológicos, histológicos e radiográficos. Todos os quatro tipos de biomarcadores têm um papel clínico em restringir ou orientar decisões de tratamento e seguem uma subcategoria de preditivos, prognósticos ou diagnósticos.

### Preditivo
Biomarcadores moleculares, celulares ou de imagem preditivos que passam na validação podem servir como um método de previsão de resultados clínicos. Biomarcadores preditivos são usados para ajudar a otimizar tratamentos ideais e geralmente indicam a probabilidade de se beneficiar de uma terapia específica. Por exemplo, os biomarcadores moleculares situados na interface da arquitetura do processo molecular específico da patologia e do mecanismo de ação do fármaco prometem capturar aspectos que permitem a avaliação de uma resposta individual ao tratamento.  Isso oferece uma abordagem dupla para observar tendências em estudos retrospectivos e usar biomarcadores para prever resultados. Por exemplo, no cancro colorretal metastático, os biomarcadores preditivos podem servir como uma forma de avaliar e melhorar as taxas de sobrevivência dos pacientes e, no cenário individual de cada caso, podem servir como uma forma de poupar os pacientes da toxicidade desnecessária que surge dos planos de tratamento do cancro.
Exemplos comuns de biomarcadores preditivos são genes como ER, PR e HER2/neu no câncer de mama, proteína de fusão BCR-ABL na leucemia mieloide crônica, mutações c-KIT em tumores GIST e mutações EGFR1 no NSCLC.

### Diagnóstico
Biomarcadores diagnósticos que atendem a um ônus de prova podem desempenhar um papel na redução do diagnóstico. Isso pode levar a diagnósticos significativamente mais específicos para cada paciente.

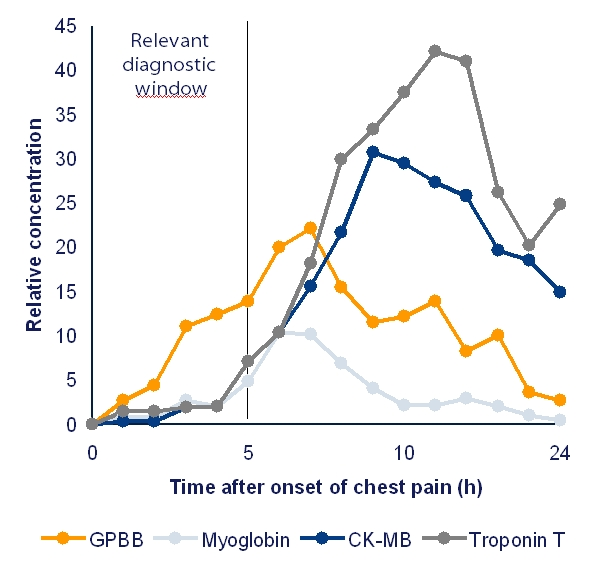
Após um ataque cardíaco, vários biomarcadores cardíacos diferentes podem ser medidos para determinar exatamente quando o ataque ocorreu e quão grave ele foi.

Um biomarcador pode ser uma substância rastreável que é introduzida em um organismo como um meio de examinar a função do órgão ou outros aspectos da saúde.
Também pode ser uma substância cuja detecção indica um estado particular de doença, por exemplo, a presença de um anticorpo pode indicar uma infecção. Mais especificamente, um biomarcador indica uma alteração na expressão ou estado de uma proteína que se correlaciona com o risco ou progressão de uma doença, ou com a suscetibilidade da doença a um determinado tratamento.
Um exemplo de um biomarcador comumente usado na medicina é o antígeno prostático específico (PSA). Este marcador pode ser medido como um proxy do tamanho da próstata, com mudanças rápidas potencialmente indicando câncer. O caso mais extremo seria detectar proteínas mutantes como biomarcadores específicos do câncer por meio do monitoramento de reação selecionada (SRM), uma vez que proteínas mutantes só podem vir de um tumor existente, fornecendo assim, em última análise, a melhor especificidade para fins médicos.
Um exemplo é o teste de biomarcador sanguíneo para lesão cerebral traumática (LCT), que consiste na medição dos níveis de hidrolase carboxi-terminal L1 neuronal da ubiquitina (UCH-L1) e da proteína ácida fibrilar glial (GFAP) para auxiliar no diagnóstico da presença de lesão(ões) craniana(s) entre pacientes com LCT moderado a leve que, de outra forma, só podem ser diagnosticados com o uso de uma tomografia computadorizada da cabeça.
Outro exemplo é o KRAS, um oncogene que codifica uma GTPase envolvida em diversas vias de transdução de sinal. Os biomarcadores para oncologia de precisão são normalmente utilizados no diagnóstico molecular de leucemia mieloide crônica, câncer de cólon, mama e pulmão e no melanoma.

### Digital
Os biomarcadores digitais são um novo campo emergente de biomarcadores, coletados principalmente por biossensores inteligentes. Até agora, os biomarcadores digitais têm se concentrado no monitoramento de parâmetros vitais, como dados do acelerômetro e frequência cardíaca mas também na fala. Novos biomarcadores digitais moleculares não invasivos estão cada vez mais disponíveis, registrados por meio de, por exemplo, análise do suor na pele ( Sudorologia habilitada para internet ), que podem ser vistos como biomarcadores digitais de última geração. A coleta e o rastreamento de biomarcadores digitais se tornaram mais facilmente disponíveis com o avanço dos smartphones e dispositivos vestíveis. Na doença de Parkinson (DP), por exemplo, o toque de dedos num telemóvel através de aplicações de contagem tem sido usado como um método de (auto)avaliação da bradicinesia e da eficácia da medicação.
Os biomarcadores digitais estão atualmente sendo usados em conjugação com a inteligência artificial (IA) para reconhecer sintomas de comprometimento cognitivo leve (CCL). Um dos principais usos atuais dos biomarcadores digitais envolve o monitoramento da atividade cerebral regular. Indicadores neurais específicos podem ser medidos por dispositivos para avaliar pacientes quanto a quaisquer anormalidades neurológicas. Os dados coletados podem determinar a probabilidade ou condição da doença dos pacientes. Enquanto os pacientes realizam tarefas cotidianas (AIVD), os computadores usam o aprendizado de máquina para observar e detectar qualquer desvio do comportamento normal. Esses marcadores são usados como sinais ou indicadores de declínio cognitivo.

### Prognóstico
Um biomarcador prognóstico fornece informações sobre o resultado geral do paciente, independentemente de qualquer tratamento ou intervenção terapêutica. Um exemplo de biomarcadores prognósticos em pesquisa clínica é o uso do PIK3CA mutado no estudo do câncer de mama metastático. Conforme ilustrado no gráfico, a mutação é prognóstica, pois sua presença no paciente acarreta o mesmo desfecho, independentemente do método de tratamento utilizado. Mulheres que tinham a mutação PIK3CA antes do tratamento apresentaram a menor taxa média de sobrevivência. O declínio nos grupos que continham o mutante ocorreu mais rapidamente e em um declínio muito mais acentuado. A natureza independente do fator prognóstico permite ao pesquisador estudar a doença ou condição em seu estado natural. Isso torna mais fácil observar esses processos biológicos anormais e especular sobre como corrigi-los. Fatores prognósticos são frequentemente usados em combinação com variáveis preditivas em estudos terapêuticos, para examinar a eficácia de diferentes tratamentos na cura de doenças específicas ou câncer. Ao contrário dos biomarcadores preditivos, os prognósticos não dependem de nenhuma variável explicativa, permitindo assim um exame independente da doença ou condição subjacente.

## Avaliação nutricional e dietética
Os biomarcadores nutricionais (marcadores bioquímicos de ingestão) são usados para estimar a ingestão alimentar na pesquisa nutricional, em particular na epidemiologia nutricional, mas também em outras disciplinas, como a arqueologia, onde são necessárias informações alimentares confiáveis. Um biomarcador nutricional pode ser qualquer amostra que reflita a ingestão de constituintes alimentares e seja suficientemente específico. Muitos biomarcadores são derivados de compostos encontrados em alimentos, como açúcar ou fitoquímicos, ou combinações destes usando uma metabolômica. Outro tipo de biomarcadores nutricionais, particularmente comuns em arqueologia, são as razões de isótopos estáveis.

## Pesquisas
Biomarcadores para medicina de precisão fazem parte de um conjunto de ferramentas clínicas e comportamentais relativamente novo. Em termos de conjunto de ferramentas comportamentais, os biomarcadores estão sendo cada vez mais usados para motivar mudanças de comportamento em saúde, particularmente em pesquisas sobre diabetes, doenças cardiovasculares e obesidade. A maioria das pesquisas até o momento usa biomarcadores que são facilmente medidos, incluindo peso, pressão arterial e glicose; esses biomarcadores podem refletir os impactos da dieta, atividade física e redução do tabagismo. No entanto, os métodos pelos quais o feedback dos biomarcadores é usado na investigação de intervenção são variados e a sua eficácia permanece pouco clara.
Em referência ao conjunto de ferramentas clínicas, apenas dois biomarcadores preditivos são implementados clinicamente no caso de câncer colorretal metastático. Neste caso, a falta de dados além de estudos retrospectivos e abordagens bem-sucedidas baseadas em biomarcadores pode ser um fator no uso de estudos de biomarcadores devido ao desgaste de sujeitos em ensaios clínicos.
O campo de pesquisa de biomarcadores também está se expandindo para incluir uma abordagem combinatória para identificar biomarcadores de múltiplas fontes. A combinação de biomarcadores de vários dados permite a possibilidade de desenvolver painéis que avaliam a resposta ao tratamento com base em muitos biomarcadores ao mesmo tempo. Uma dessas áreas de pesquisa em expansão em biomarcadores multifatoriais é o sequenciamento de DNA mitocondrial. Foi demonstrado que mutações no DNA mitocondrial estão correlacionadas ao risco, progressão e resposta ao tratamento do carcinoma espinocelular de cabeça e pescoço. Neste exemplo, um pipeline de sequenciamento de custo relativamente baixo demonstrou ser capaz de detectar mutações de baixa frequência em células associadas a tumores. Isto destaca a capacidade geral de captura instantânea de biomarcadores baseados em DNA mitocondrial entre indivíduos.

## Validação regulatória para uso clínico
A Early Detection Research Network (EDRN) compilou uma lista de sete critérios pelos quais os biomarcadores podem ser avaliados, a fim de agilizar a validação clínica.

### Prova de conceito
Anteriormente usada para identificar as características específicas do biomarcador, esta etapa é essencial para fazer uma validação in situ desses benefícios. A lógica biológica de um estudo deve ser avaliada em pequena escala antes que qualquer estudo em larga escala possa ocorrer. Muitos candidatos devem ser testados para selecionar os mais relevantes.

### Validação de desempenhos analíticos
Uma das etapas mais importantes, serve para identificar características específicas do biomarcador candidato antes de desenvolver um teste de rotina. Vários parâmetros são considerados, incluindo:
- sensibilidade
- especificidade
- robustez
- precisão
- reprodutibilidade
- praticidade[30]
- ética[33]

### Padronização de protocolo
Isso otimiza o protocolo validado para uso rotineiro, incluindo a análise dos pontos críticos por meio da varredura de todo o procedimento para identificar e controlar os riscos potenciais.

## Questões éticas
Em 1997, o Instituto Nacional de Saúde sugeriu a necessidade de diretrizes e desenvolvimento de legislação que regulassem as dimensões éticas dos estudos de biomarcadores.
Garantir que todos os participantes incluídos em cada etapa do projeto (ou seja, planejamento, implementação e compilação dos resultados) recebam a proteção dos princípios éticos estabelecidos antes do início do projeto. Estas proteções éticas não devem proteger apenas os participantes no estudo, mas também os não participantes, os investigadores, os patrocinadores, os reguladores e todas as outras pessoas ou grupos envolvidos no estudo. Algumas proteções éticas podem incluir, mas não estão limitadas a: 
- Consentimento informado do participante
- Acesso a oportunidades de participação independentemente de raça, status socioeconômico, gênero, sexualidade, etc. (dentro do intervalo permitido pelo protocolo experimental)
- Integridade científica
- Confidencialidade dos dados ( anonimato )
- Reconhecimento de conflito de interesses em termos de financiamento e patrocínio por patrocinadores específicos
- Transparência e reconhecimento dos riscos sanitários e legais envolvidos na participação

## Biologia celular
Em biologia celular, um biomarcador é uma molécula que permite a detecção e o isolamento de um tipo específico de célula (por exemplo, a proteína Oct-4 é usada como biomarcador para identificar células-tronco embrionárias ).
Em genética, um biomarcador (identificado como marcador genético ) é uma sequência de DNA que causa doenças ou está associada à suscetibilidade a doenças. Eles podem ser usados para criar mapas genéticos de qualquer organismo que esteja sendo estudado.

## Aplicações em química, geologia e astrobiologia
Um biomarcador pode ser qualquer tipo de molécula que indique a existência, passada ou presente, de organismos vivos. Nos campos da geologia e astrobiologia, biomarcadores, em vez de geomarcadores, também são conhecidos como bioassinaturas. O termo biomarcador também é usado para descrever o envolvimento biológico na geração de petróleo. Biomarcadores foram usados na investigação geoquímica de um derramamento de óleo na Baía de São Francisco, Califórnia, em 1988. Nos dias 22 e 23 de abril, cerca de 400.000 galões de petróleo bruto foram acidentalmente liberados no Vale de San Joaquin por uma refinaria e complexo de fabricação da Shell Oil Company. O óleo afetou muitas áreas vizinhas. Amostras do petróleo bruto foram coletadas nas diversas regiões onde ele se espalhou e comparadas com amostras que não foram liberadas, na tentativa de distinguir entre o óleo derramado e o fundo petrogênico presente na área do derramamento. Espectros de massa foram realizados para identificar biomarcadores e hidrocarbonetos alifáticos cíclicos nas amostras. Foram encontradas variações na concentração dos constituintes das amostras de petróleo bruto e sedimentos.

## Ecotoxicologia
Biomarcadores estão sendo usados para identificar os efeitos da contaminação da água em organismos aquáticos. Macroinvertebrados bentônicos residem nos sedimentos do fundo dos riachos, onde muitos contaminantes se depositam. Esses organismos apresentam alta exposição à contaminação, o que os torna boas espécies de estudo na detecção de concentrações de poluentes e impactos da poluição em um ecossistema. Há uma variedade de biomarcadores dentro de um organismo aquático que podem ser medidos, dependendo do contaminante ou da resposta em questão. Há também uma variedade de contaminantes nos corpos d'água. Para analisar o impacto de um poluente em um organismo, o biomarcador deve responder a um contaminante específico dentro de um período de tempo específico ou em uma determinada concentração. Os biomarcadores utilizados para detectar poluição em organismos aquáticos podem ser enzimáticos ou não enzimáticos.
Rachel Carson, autora de Silent Spring, levantou a questão do uso de pesticidas organoclorados e discutiu os possíveis efeitos negativos que esses pesticidas têm sobre os organismos vivos. Seu livro levantou questões éticas contra as corporações químicas que controlavam a recepção geral do efeito dos pesticidas no meio ambiente, o que foi pioneiro na necessidade de estudos ecotoxicológicos. Os estudos ecotoxicológicos podem ser considerados os precursores dos estudos de biomarcadores. Biomarcadores são usados para indicar uma exposição ou o efeito de xenobióticos presentes no ambiente e nos organismos. O biomarcador pode ser uma substância externa em si (por exemplo, partículas de amianto ou NNK do tabaco) ou uma variante da substância externa processada pelo corpo (um metabólito ) que geralmente pode ser quantificada.

## História
O uso generalizado do termo “biomarcador” remonta a 1980. A maneira como o meio ambiente era monitorado e estudado perto do final da década de 1980 ainda dependia principalmente do estudo de substâncias químicas que eram consideradas perigosas ou tóxicas quando encontradas em concentrações moderadas na água, sedimentos e organismos aquáticos. Os métodos utilizados para identificar esses compostos químicos foram cromatografia, espectrofotometria, eletroquímica e radioquímica. Embora esses métodos tenham sido bem-sucedidos em elucidar a composição química e as concentrações presentes no ambiente dos contaminantes e compostos em questão, os testes não forneceram dados informativos sobre o impacto de um determinado poluente ou produto químico em um organismo vivo ou ecossistema. Foi proposto que a caracterização de biomarcadores poderia criar um sistema de alerta para verificar o bem-estar de uma população ou de um ecossistema antes que um poluente ou composto pudesse causar estragos no sistema. Atualmente, devido ao desenvolvimento dos estudos de biomarcadores, os biomarcadores podem ser utilizados e aplicados nas áreas da medicina humana e na detecção de doenças.

### Definição
O termo “marcador biológico” foi introduzido na década de 1950.
- Em 1987, os marcadores biológicos foram definidos como “indicadores que sinalizam eventos em sistemas ou amostras biológicas” que podem ser classificados em três categorias: marcadores de exposição, efeito e suscetibilidade.[45]
- Em 1990, McCarthy e Shugart definiram biomarcadores como "medições a nível molecular, bioquímico ou celular em populações selvagens de habitats contaminados ou em organismos expostos experimentalmente a poluentes que indicam que o organismo foi exposto a produtos químicos tóxicos e a magnitude da resposta do organismo".[46]
- Em 1994, Depledge definiu um biomarcador como "uma alteração bioquímica, celular, fisiológica ou comportamental que pode ser medida em tecidos ou fluidos corporais ou ao nível de todo o organismo que revela a exposição a/ou os efeitos de um ou mais poluentes químicos".[47]
- Em 1996, Van Gestel e Van Brummelen tentaram redefinir biomarcadores para diferenciar inequivocamente um biomarcador de um bioindicador. Segundo Van Gestel e Van Brummelen, um biomarcador, por definição, deve ser usado apenas para descrever alterações bioquímicas subletais resultantes da exposição individual a xenobióticos.[48]
- Em 1998, o Grupo de Trabalho de Definições de Biomarcadores dos Institutos Nacionais de Saúde definiu um biomarcador como "uma característica que é objetivamente medida e avaliada como um indicador de processos biológicos normais, processos patogênicos ou respostas farmacológicas a uma intervenção terapêutica".[49][2]
- Em 2000, De Lafontaine definiu o termo biomarcador como uma "alteração(ões) bioquímica(s) e/ou fisiológica(s) em organismos expostos a contaminantes e, portanto, representam respostas iniciais à perturbação e contaminação ambiental".[50]

## Biomonitoramento ativo
De Kock e Kramer desenvolveram o conceito de biomonitoramento ativo em 1994. O biomonitoramento ativo é uma comparação das propriedades químicas/biológicas de uma amostra que foi realocada para um novo ambiente que contém condições diferentes do seu ambiente original.